# ISO 3166-2:YT
ISO 3166-2:YT是马约特在标准ISO 3166-2中的条目。ISO 3166-2为国际标准化组织制定的标准ISO 3166的一部分，它定义了标准ISO 3166-1中所有国家主要行政区（如：省或州）的代码。
目前马约特暂无ISO 3166-2定义代码。
马约特是法国海外部分属地，正式获批ISO 3166-1二位字母代码YT。此外，马约特也在ISO 3166-2代码法国项目中获得代码FR-YT。